# Choroba Baastrupa

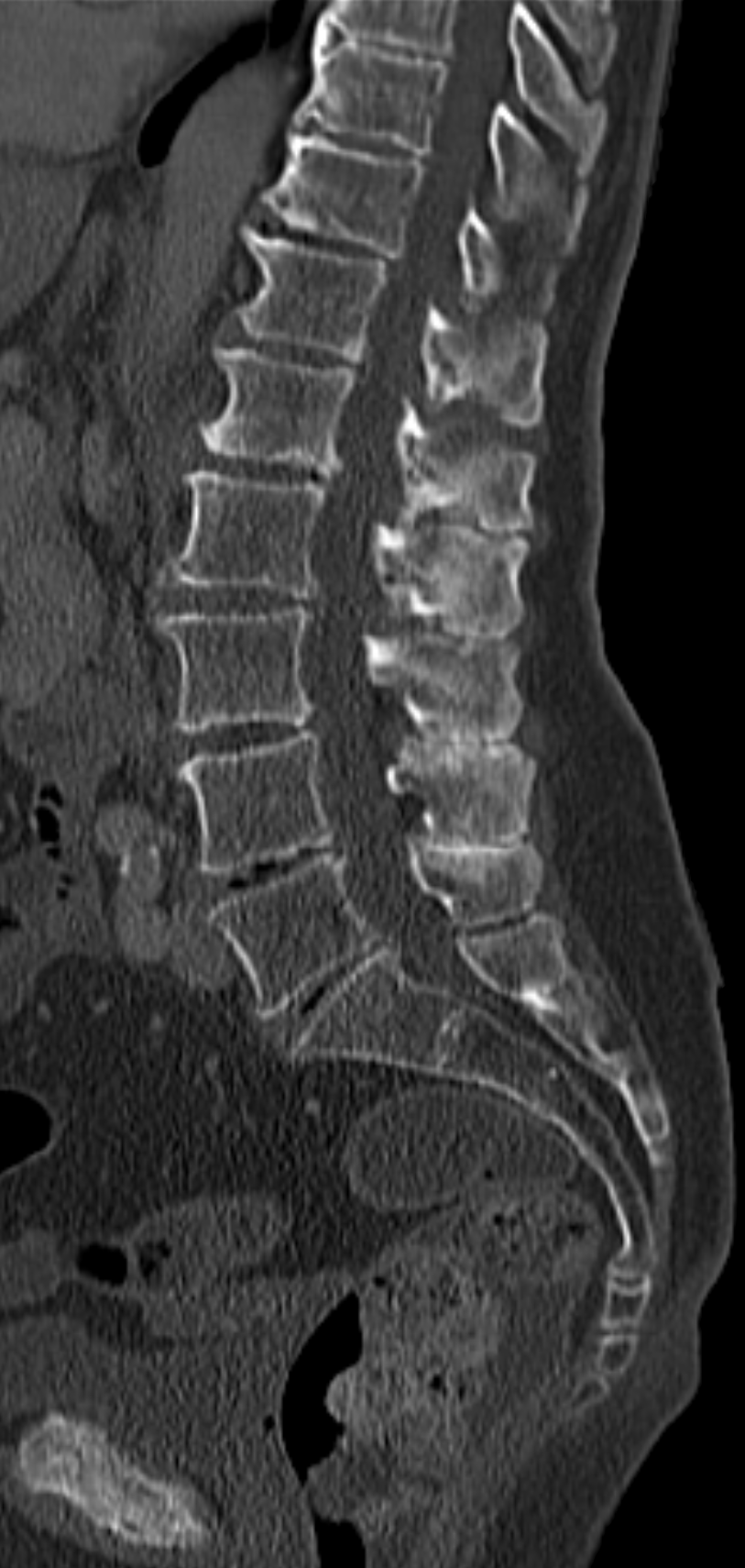
Choroba Baastrupa w tomografii komputerowej kręgosłupa lędźwiowego

Choroba Baastrupa (łac. morbus Bastrupi, ang. Baastrup's disease) – szczególna postać choroby zwyrodnieniowej kręgosłupa lędźwiowego i szyjnego. Spowodowana jest nadmierną ruchomością kręgosłupa lub za długimi wyrostkami kolczystymi kręgów; w obu sytuacjach ocieranie się wyrostków kolczystych o siebie powoduje dolegliwości bólowe. Rozpoznanie stawiane jest na podstawie zdjęcia rentgenowskiego kręgosłupa: charakterystyczny jest objaw tzw. "całujących się" wyrostków kolczystych ("kissing spines"). 
Opisał ją w 1933 roku duński radiolog Christian Ingerslev Baastrup (1855–1950).